# سيرجيو ري
سيرجيو ري (بالإسبانية: Sergio Rey)‏ (4 نوفمبر 1969 بسان سيباستيان في إسبانيا - ) هو ملاكم إسباني، صنّف ضمن فئة وزن خفيف الوسط ‏. شارك في ملاكمة في الألعاب الأولمبية الصيفية 1992 ‏.

## وصلات خارجية
- سيرجيو ري على موقع بوكس ريك (الإنجليزية) (registration required)
- سيرجيو ري على موقع أوليمبيديا (الإنجليزية)